# Christoph Stillebacher
Christoph Stillebacher (* 1. Juni 1982 in Innsbruck, Tirol) ist ein österreichischer Politiker der ÖVP, Vizepräsident der Arbeiterkammer Tirol und seit 2022 Mitglied des Bundesrates.

## Leben
Christoph Stillebacher ist verheiratet und hat zwei Kinder.

### Ausbildung und Beruf
Er besuchte die Volksschule und die Hauptschule in Imst und danach die Fachberufsschule für Elektrotechnik, Kommunikation und Elektronik, wo er die Ausbildung zum Kommunikationstechniker für Audio und Videoelektronik erhielt. Seit 1997 ist er Vertragsbediensteter der Stadtwerke Imst.

### Politik
Seine politische Laufbahn begann er bei der Jungen ÖVP Imst, wo er Stadtobmann, Stadtkassier und Bezirksobmann wurde, dann Stellvertretender Landesobmann der Jungen ÖVP Tirol. Ab 2009 war er Kammerrat der Arbeiterkammer Tirol, 2019 wurde er deren Vizepräsident. Seit 2012 ist er auch beim Österreichischen Arbeitnehmerinnen- und Arbeitnehmerbund tätig, zuerst als Ortsobmann Imst, dann als geschäftsführender Bezirksobmann Imst und stellvertretender Landesobmann von Tirol. Von 201 bis 2016 war er Mitglied des Gemeinderates von Imst, von 2016 bis 2019 Stadtrat von Imst. Seit 25. Oktober 2022 ist er Mitglied des Bundesrates. Hier arbeitet er in mehreren Ausschüssen, ist Schriftführer des Justizausschusses und stellvertretender Ausschussvorsitzender des Finanzausschusses.